# Второе мнение
Второе мнение (англ. Second Opinion) — практика получения дополнительной консультации медицинского специалиста по результатам проведенных медицинских исследований с целью уточнения диагноза и плана лечения. Как правило, такая консультация представляет собой экспертную оценку состояния пациента, и осуществляется высококвалифицированным врачом определенной специализации. Это позволяет достичь более точной интерпретации медицинских данных и, соответственно, повысить качество диагностики и лечения.
Второе мнение может быть получено как во время очной консультации (например, консилиум с участием нескольких специалистов), так и в результате удаленной консультации посредством телекоммуникационных ресурсов. В последнем случае второе мнение является частью телемедицины.

### Распространённые причины использования
Чаще всего за вторым мнением обращаются по следующим причинам:
- сомнения пациента в правильности поставленного диагноза;
- решение вопроса о хирургическом вмешательстве;
- уточнение стадии и формы онкологического заболевания;
- планирование терапии дорогостоящими лекарственными препаратами;
- решение вопроса о страховых выплатах;

Принципиально, можно получить второе мнение специалиста любой медицинской специальности (хирургия, гинекология, кардиология, др.). На практике больше распространено получение второго мнения врачей онкологов, радиологов, рентгенологов, нейрохирургов.
Второе мнение врача-радиолога — это повторный анализ диагностических изображений (КТ, МРТ, рентгенография, маммография, ПЭТ-КТ и т.д). Зачастую такой анализ осуществляется врачом дистанционно при помощи современных средств телекоммуникации (телерадиологические сети). В процессе телерадиологической консультации врач получает по каналам связи диагностические изображения в цифровом виде, анализирует их на рабочей станции и составляет подробное экспертное заключение.